# 丸山翔大
丸山 翔大（まるやま しょうた、1998年8月22日 - ）は、福岡県豊前市出身のプロ野球選手（投手）。右投左打。東京ヤクルトスワローズ所属。

## 経歴

### プロ入り前
三毛門小学校1年のときに「三毛門少年野球クラブ」で野球を始める。4年生までは捕手をしていたが、その後投手へと転向。吉富中学校時代に右肩を痛めて訪れたことを切っ掛けに、かつて田中総司の個人トレーナーを務めたスポーツトレーナー・江崎悟が院長を務める「えさき整骨院」で無料のサポートを受けるようになる。
中学卒業後は福岡県立小倉工業高等学校に進学し、サイドスローのフォームでエースとして活躍したが、3年の夏は4回戦で敗退した。家庭環境から就職を考えるも、江崎と相談の上、プロ入りを目指す。
西日本工業大学では1年春からベンチ入り。フォームを多少変えた（腕を高くした）ものの、制球が安定せず、3年生まで目立つ成績は残せなかった。気持ちが折れ、4年春に引退するつもりで就職活動を行った。高校時代に第二種電気工事士の資格を取得しており、大学でも学業成績は良かったことから、大手自動車メーカーの内定を得た。しかし、4年生だった2020年に新型コロナウイルス感染症の流行に伴って春のリーグ戦が中止になったことで、秋のリーグ戦まで部に残留することになり、そのとき初めてプロ入りの希望を監督に打ち明けた。監督はその可能性が低いことを説いたものの意思は変わらず、「話があったら」という形で収める。「やるからには全力を尽くす」と江崎の力も借りてトレーニングを続けると、8月の北九州市立大学とのオープン戦に登板した際に自己最速の148km/hを計測し、監督はプロのスカウトからドラフト候補になり得ると伝えられた。それでも監督は就職を勧めたが、10月26日のドラフト会議では、東京ヤクルトスワローズから育成4位指名を受け、入団した。背番号は017。

### ヤクルト時代
2021年は、イースタン・リーグで15試合に登板し、1勝0敗、防御率3.06を記録したが、支配下登録はならなかった。
2022年は、イースタン・リーグで20試合に登板し、5勝5敗、防御率5.03の成績で、この年も支配下登録はされなかった。
2023年は、イースタン・リーグにおいて、4月28日時点で6試合に登板し、1勝1敗、防御率4.50を記録。翌29日に背番号68で支配下選手登録。同日に一軍登録され、対阪神タイガース5回戦（神宮球場）の8回表にリリーフでプロ初登板。初対戦打者は大山悠輔で四球。佐藤輝明に右翼席に2点本塁打されるなど1回を被安打2、2奪三振、2失点。7月6日の対横浜DeNAベイスターズ戦（横浜スタジアム）では初先発を経験し、2回を無失点に抑えながらも度々ピンチを招き、3回から本来は先発投手の石川雅規に交代した。
2024年、9月23日のDeNA戦（横浜スタジアム）に救援登板し、プロ初勝利を挙げた。同年は27試合の登板で5ホールド、防御率0.57の成績を残した。シーズン終了後、700万円増の推定年俸1400万円で契約を更改した。

## 選手としての特徴・人物
長身から威力のある速球（最速151km/h）とフォークを投げ込む。入団当初は身長192cmだったが、2022年開幕前の時点では193cmになっていたといい、2023年の支配下登録時点では194cmに伸びている。
愛称は「マルちゃん」。

## 詳細情報

### 年度別投手成績
| 年 度     | 球 団     | 登 板 | 先 発 | 完 投 | 完 封 | 無 四 球 | 勝 利 | 敗 戦 | セ 丨 ブ | ホ 丨 ル ド | 勝 率 | 打 者 | 投 球 回 | 被 安 打 | 被 本 塁 打 | 与 四 球 | 敬 遠 | 与 死 球 | 奪 三 振 | 暴 投 | ボ 丨 ク | 失 点 | 自 責 点 | 防 御 率 | W H I P |
| --------- | --------- | ----- | ----- | ----- | ----- | -------- | ----- | ----- | -------- | ----------- | ----- | ----- | -------- | -------- | ----------- | -------- | ----- | -------- | -------- | ----- | -------- | ----- | -------- | -------- | ------- |
| 2023      | ヤクルト  | 22    | 1     | 0     | 0     | 0        | 0     | 0     | 0        | 0           | ----  | 117   | 26.2     | 20       | 3           | 16       | 2     | 2        | 25       | 1     | 0        | 12    | 12       | 4.05     | 1.35    |
| 2024      | ヤクルト  | 27    | 0     | 0     | 0     | 0        | 1     | 0     | 0        | 5           | 1.000 | 125   | 31.1     | 23       | 0           | 9        | 0     | 1        | 23       | 2     | 0        | 4     | 2        | 0.57     | 1.02    |
| 通算：2年 | 通算：2年 | 49    | 1     | 0     | 0     | 0        | 1     | 0     | 0        | 5           | 1.000 | 242   | 58.0     | 43       | 3           | 25       | 2     | 3        | 48       | 3     | 0        | 16    | 14       | 2.17     | 1.17    |

- 2024年度シーズン終了時

### 年度別守備成績
| 年 度 | 球 団    | 投手  | 投手  | 投手  | 投手  | 投手  | 投手     |
| 年 度 | 球 団    | 試 合 | 刺 殺 | 補 殺 | 失 策 | 併 殺 | 守 備 率 |
| ----- | -------- | ----- | ----- | ----- | ----- | ----- | -------- |
| 2023  | ヤクルト | 22    | 1     | 8     | 0     | 1     | 1.000    |
| 2024  | ヤクルト | 27    | 1     | 6     | 0     | 0     | 1.000    |
| 通算  | 通算     | 49    | 2     | 14    | 0     | 1     | 1.000    |

- 2024年度シーズン終了時

### 記録
初記録
投手記録
- 初登板：2023年4月29日、対阪神タイガース5回戦（明治神宮野球場）、8回表に3番手で救援登板、1回2失点[10]
- 初奪三振：同上、井上広大から見逃し三振
- 初先発登板：2023年7月6日、対横浜DeNAベイスターズ12回戦（横浜スタジアム）、2回無失点で勝敗つかず[20]
- 初ホールド：2024年5月4日、対中日ドラゴンズ8回戦（明治神宮野球場）、7回表に3番手で救援登板、1回1/3無失点
- 初勝利：2024年9月23日、対横浜DeNAベイスターズ25回戦（横浜スタジアム）、6回裏に2番手で救援登板、1回無失点[21][12]

打撃記録
- 初打席：2023年7月6日、対横浜DeNAベイスターズ12回戦（横浜スタジアム）、3回表にトレバー・バウアーから三前犠打

### 背番号
- 017（2021年[5] - 2023年4月28日）
- 68（2023年4月29日[8] - ）